# Бахрейнська затока
25°41′50″ пн. ш. 50°32′03″ сх. д. / 25.697222222222° пн. ш. 50.534166666667° сх. д.
Бахрейнська затока — затока Перської затоки біля східного узбережжя Саудівської Аравії, відокремлена від основної водойми півостровом Катар. Затока оточує острови Бахрейну. Міст короля Фахда перетинає західну частину Бахрейнської затоки, з'єднуючи Саудівську Аравію з Бахрейном.

## Географія

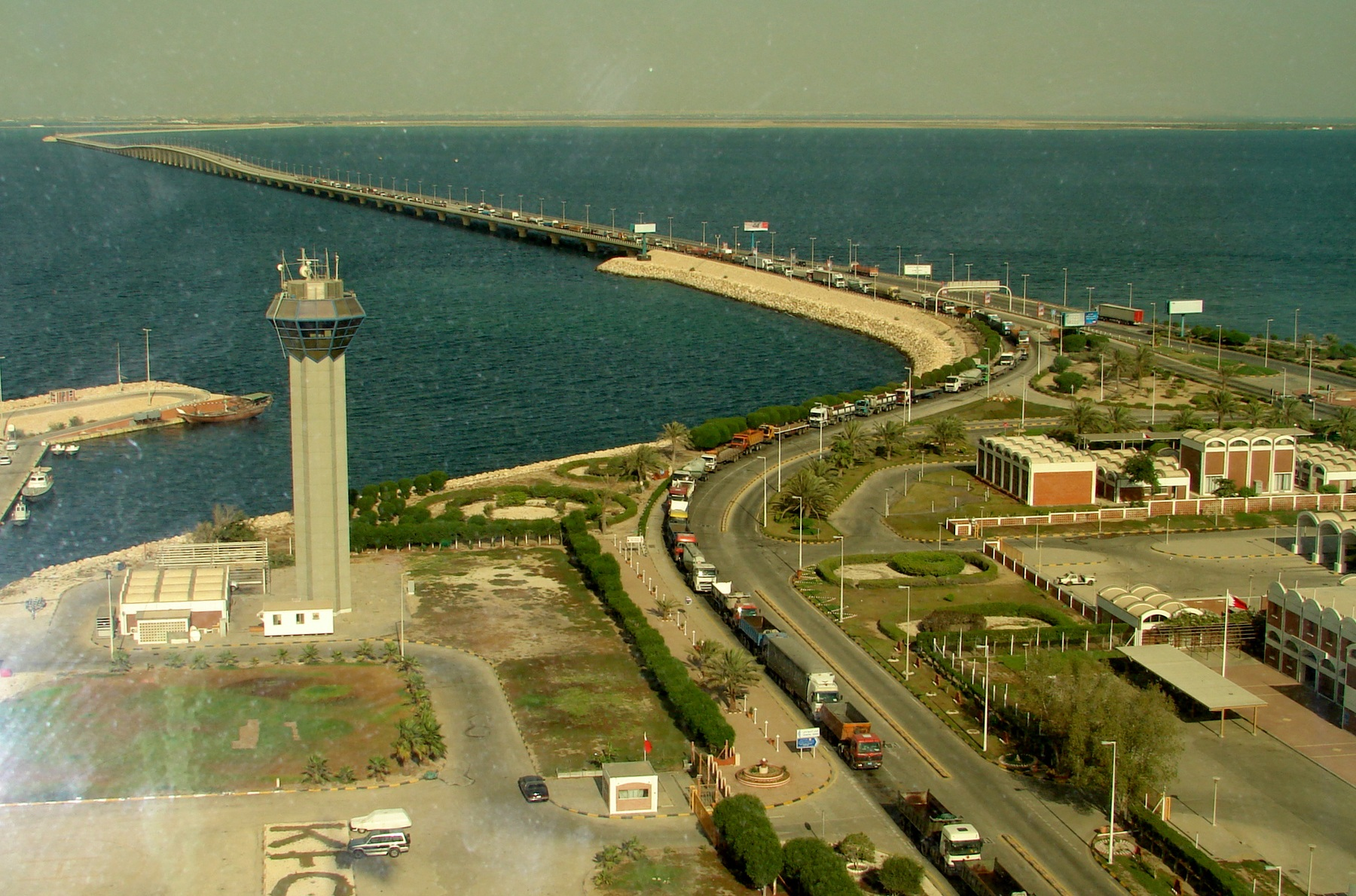
Міст короля Фахда над Бахрейнською затокою, вид зі сходу

Бахрейнська затока — велика затока, розташована на західній стороні Перської затоки, між півостровом Катар і Саудівською Аравією. На півдорозі між північною оконечністю Катару і узбережжям Саудівської Аравії лежить Бахрейн, група з шести більших островів і багатьох невеликих острівців. Таким чином, Бахрейнська затока має два виходи до Перської затоки, західніший з яких перекинутий мостом-дамбою, що веде до Саудівської Аравії. Витягнута південна частина затоки Бахрейн утворює затоку Салва. На південний схід від острова Бахрейн і недалеко від узбережжя Катару лежать острови Хавар, які зараз є частиною Бахрейну.
Міст короля Фахда, що з'єднує Саудівську Аравію з островом Бахрейн, був урочисто відкритий 26 листопада 1986 року Він складається з п'яти мостів, з'єднаних між собою насипними острівцями, і дизайн був обраний таким чином, щоб мінімізувати вплив на навколишнє середовище. Планується, що ще одна така споруда, міст-дамба Катар-Бахрейн, з'єднає Бахрейн з Катаром. Він буде насипною дамбою приблизно на половину своєї довжини, а інша половина буде мостом. Наявність дамби, ймовірно, матиме значний вплив на циркуляцію води в затоці.

## Флора і фауна
Острови Хавар, неподалік від узбережжя Катару, були внесені до списку Рамсарської конвенції 1997 року; вони є домівкою для багатьох видів птахів, включаючи перських бакланів. На головному острові живуть невеликі стада білого орикса і піщаної газелі.
Бахрейнська затока неглибока, а води мають невелику теплоємність. Вони схильні до широких коливань температури в діапазоні від 4 до 35°C біля узбережжя. Вода також більш солона (на 10 %), ніж в інших частинах Перської затоки. Навколо Бахрейну є луги морських трав, коралові рифи, ватти та мангрові зарості. Ці території є важливими для біорізноманіття місцевості, забезпечуючи середовищем проживання безхребетних, молодняк риб, черепах і дюгонів.

### Негативний вплив намивних робіт Бахрейну
Бахрейн розширює свою територію за рахунок днопоглиблення морського дна та відкладення матеріалу навколо свого узбережжя. У 1963 році площа Бахрейну становила 668 км², а 2007 року вона становила 759 км². Великі коралові рифи в прилеглих морях були знищені, а збільшення осадів у морі згубно вплинуло на інших. Риф Фашт Адхам між Бахрейном і Катаром був пошкоджений тепловим стресом у 1996 і 1998 роках, але з тих пір був майже повністю зруйнований.